# Казалето ди Сото (Кремона)
Казалето ди Сото је насеље у Италији у округу Кремона, региону Ломбардија.
Према процени из 2011. у насељу је живело 22 становника. Насеље се налази на надморској висини од 28 м.